# مونتيجو دي تييرميس
مونتيجو دي تييرميس هي بلدية تقع في مقاطعة سوريا، في منطقة قشتالة وليون، في إسبانيا. يبلغ عدد سكانها 161 نسمة وذلك حسب (المعهد الوطني للإحصاء) سنة 2017. تبلغ مساحتها 167,27 كم مربع، وترتفع عن سطح البحر 1,157 متر.

## تطور السكان
في تعداد عام 2010 بلغ عدد سكان البلدية 198 نسمة، منهم 126 رجلا و72 امرأة. 